# Всебратское
Всебратское — исторический район в Центрально-Городском районе города Кривой Рог Днепропетровской области.

## История
Возник в 1920-х годах как коммуна, где люди ассоциировали себя братьями. Развитие получил в конце 1940-х — 1960-х годах. Основу населения составляли семьи горняков Рудоуправления имени Ильича.

## Характеристика
Расположен на южной окраине Центрально-Городского района на правом берегу реки Ингулец.
Площадь до 110 га. Имеет 11 улиц, на которых проживает до 1200 человек.